# Borden (Royaume-Uni)
Pour les articles homonymes, voir Borden.
Borden est un village du Royaume-Uni situé dans le Kent, en Angleterre.